# جی ادلر
جی ادلر (انگلیسی: Jay Adler; ۴ اوت ۱۸۹۶ – ۲۴ سپتامبر ۱۹۷۸) بازیگر اهل ایالات متحده آمریکا بود.
از فیلم‌ها یا برنامه‌های تلویزیونی که وی در آن نقش داشته‌است می‌توان به کشتن، دوستم داشته باش یا ترکم کن، شش محکوم من، و مأموریت - پاریس! اشاره کرد.

## مرگ
جی ادلر در سن ۸۱ سالگی در وودلند هیلز، کالیفرنیا درگذشت.